# Jasper (voornaam)
Jasper of Jesper (Scandinavische vorm) is een jongensnaam. Het is een Nederlandse, Friese, Engelse en  Nederduitse variant van het Perzische Caspar, wat letterlijk "meester van de schat" of vrij vertaald "schatbewaarder" betekent. 
Caspar is de naam van een van de drie Wijzen uit het oosten die Jezus na diens geboorte eer kwamen bewijzen en geschenken kwamen brengen. Caspar gaf wierook.
Jasper is een van de populairste namen in Nederland van de afgelopen jaren. De vrouwelijke vorm is Jasperina of Jasperien.